# Töreboda IK
Töreboda IK är en fotbollsklubb i Töreboda som bildades 1907 och därmed är en av Sveriges äldsta.[källa behövs] Töreboda IK spelar sina hemmaplaner på Töreshov. Tidigare hade klubben även ishockeyverksamhet.